# معهد بيرتون بلات
معهد بورتون بلات، الذي تأسس في جامعة سيراكيوز عام 2005، هو منظمة تهدف إلى تعزيز المشاركة المدنية والاقتصادية والاجتماعية للأشخاص ذوي الإعاقة في مجتمع عالمي.  يشغل بيتر بلانك، أستاذ جامعي في جامعة سيراكيوز، منصب رئيس مجلس إدارة المعهد.
يقع المقر الرئيسي لمعهد بورتون بلات في مبنى كلية القانون بجامعة سيراكيوز لتعزيز التعاون البحثي في مجال قوانين الحقوق المدنية. بالإضافة إلى سيراكيوز، لدى معهد بورتون بلات مكاتب في واشنطن العاصمة، وأتلانتا، ونيويورك، وليكسينغتون، ولوس أنجلوس.

## تاريخ

شعار لمعهد بيرتون بلات.

يحمل المعهد اسمه عن بورتون بلات (1927–1985)، الذي يُعد رائدًا في تحسين الخدمات الإنسانية للأشخاص ذوي الإعاقة الذهنية، ومدافعًا قويًا عن إلغاء المؤسسات، وقائدًا وطنيًا في مجال التعليم الخاص.
في عام 2004، وخلال خطاب تنصيبها، أعلنت المستشارة الجديدة لجامعة سيراكيوز نانسي كانتور عن نيتها إنشاء معهد يخدم الأشخاص ذوي الإعاقة. تم استقدام بيتر بلانك وآخرين من مركز القانون والسياسة الصحية والإعاقة لتأسيس معهد متعدد التخصصات للبحث والتعليم والتواصل المجتمعي من أجل تحسين جودة حياة الأشخاص من مختلف فئات الإعاقة، مما أدى إلى تأسيس معهد بورتون بلات عام 2005. إلى جانب معهد بورتون بلات، تضم جامعة سيراكيوز أيضًا مركز الإعاقة والاندماج، ومركز تايشوف للتعليم العالي الشامل، ومركز السياسات الإنسانية، وبرنامج دراسات الإعاقة، وبرنامج "Inclusive U" في كلية التربية.

### بورتن بلات
وُلد بورتون بلات في مدينة نيويورك في 23 أيار 1927. تخرج من جامعة نيويورك عام 1949، وحصل على درجة الماجستير في التربية من جامعة كولومبيا. كما حصل على درجة الدكتوراه من جامعة ولاية بنسلفانيا. بدأ مسيرته المهنية بتعليم الأطفال ذوي الإعاقة، وأصبح لاحقًا أستاذًا مشاركًا ومنسقًا للتربية الخاصة في كلية المعلمين الحكومية في نيو هيفن. في عام 1961، أصبح رئيس قسم التربية الخاصة في جامعة بوسطن، ثم انتقل عام 1969 إلى جامعة سيراكيوز كأستاذ للتربية ومدير قسم التربية الخاصة وإعادة التأهيل.
ساهم بلات في تأسيس مركز السياسات الإنسانية، وهو منظمة تهدف إلى ضمان حقوق الأفراد ذوي الإعاقة. وفي عام 1976، أصبح عميد كلية التربية في جامعة سيراكيوز. خارج نطاق التدريس، عمل بلات مستشارًا للوكالات الفيدرالية والهيئات الحكومية التي تتعامل بطرق مختلفة مع قضايا الإعاقة. وكان أيضًا محاضرًا بارزًا ألقى محاضرات في جامعات ومؤسسات أخرى. كتب أكثر من 100 كتاب ومقال، من أبرزها عيد الميلاد في المطهر، وهو توثيق لحياة الأشخاص في المؤسسات العقلية، وتابعه أوراق العائلة: عودة إلى المطهر.
تُوفي بلات عام 1985 عن عمر يناهز 57 عامًا.

## المنشورات
يشارك أعضاء هيئة التدريس والموظفون في معهد بورتون بلات أيضًا في أعمال بحثية بارزة. تُنشر أعمال المعهد على نطاق واسع ومُتاحة للجمهور، بما في ذلك ما يُنشر في المجلات المحكمة وغيرها. تعرض صفحة منشورات معهد بورتون بلات أحدث المقالات والأرشيفات التاريخية. كما يُصدر المعهد عدة نشرات بريدية مجانية تُطلع المشتركين على مواضيع متعلقة بالإعاقة.

## الأبحاث والمشاريع
في عام 2020، وظف معهد بورتون بلات حوالي 30 موظفًا (و20 طالبًا) عملوا على أكثر من 25 مشروعًا على المستويين الوطني والدولي.
تشمل هذه المشاريع مركز اي دي اي الجنوب شرقي في أتلانتا، وقانون الإعاقة، والبحث في "اتخاذ القرار المدعوم"، وبحوث إعادة التأهيل. كما يستضيف المعهد ويدعم رابطة محامي حقوق الإعاقة، وهي شبكة من القانونيين المتخصصين في قانون الحقوق المدنية المتعلق بالإعاقة. تدير ابطة محامي حقوق الإعاقة نشرة بريدية خاصة بأعضائها وبنك مستندات يحتوي على موارد قانونية متنوعة، كما تُقدّم مذكرات "صديق المحكمة" دعماً لحقوق الأشخاص ذوي الإعاقة. في عام 2020، ساهم معهد بورتون بلات في تأسيس مركز أبحاث وتدريب سياسة التوظيف الشامل للإعاقة بالتعاون مع جامعتي هارفارد وروتجرز.
- مركز ADA الجنوب شرقي: تأسس عام 1991، ويُدار من قبل معهد بورتون بلات منذ عام 2006. وهو واحد من عشرة مراكز اي دي اي ويخدم منطقة تشمل ثماني ولايات (ألاباما، فلوريدا، جورجيا، كنتاكي، مسيسيبي، كارولاينا الشمالية، كارولاينا الجنوبية، وتينيسي)، ويوفر معلومات متعلقة بقانون الأمريكيين ذوي الإعاقة للأفراد العاملين في قطاع الأعمال والحكومة والتعليم.
- مشروع العدالة لجيني هاتش: يدعم معهد بورتون بلات حاليًا مشروع العدالة لجيني هاتش، وساهم في تنظيم المركز الوطني للموارد بشأن اتخاذ القرار المدعوم. يوفر هذان المشروعان معلومات وموارد أخرى لدعم الأفراد ذوي الإعاقة في اتخاذ قراراتهم الخاصة.[20][21][24]
- TACE: مركز الجنوب الشرقي للمساعدة الفنية والتعليم المستمر هو منظمة تهدف إلى مساعدة الأفراد ذوي الإعاقة في الانتقال من التعليم إلى العمل، وتحقيق نتائج إيجابية في التوظيف للأشخاص ذوي الإعاقات الشديدة.[25][26]

## قراءة إضافية
- Blanck، Peter (2005). "The Burton Blatt Institute: Centers of Innovations on Disability at Syracuse University". Syracuse Law Review. ج. 56: 205. مؤرشف من الأصل في 2024-12-26.
- Taylor, Steven J.; Blatt, Steven D.; Braddock, David L. (1991). In Search of the Promised Land: The Collected Papers of Burton Blatt (بالإنجليزية). American Association on Mental Retardation. ISBN:978-0-940898-63-9. Archived from the original on 2022-08-01.
- Blanck، Peter David؛ Waterstone، Michael؛ Myhill، William N. (2014). Disability Civil Rights Law and Policy: Cases and Materials (ط. 3rd). St. Paul, Minnesota: West Academic. ISBN:9780314279767. مؤرشف من الأصل في 2025-03-27.
- Herr, Stanley S. (Oct 1995). "A Humanist's Legacy: Burton Blatt and the Origins of the Disability Rights Movement". Mental Retardation (بالإنجليزية). 33 (5): 328–31. ISSN:0047-6765. PMID:7476256. Archived from the original on 2024-12-26.

## روابط خارجية
- الموقع الرسمي

قالب:Syracuse University